# ミコワイ・ラジヴィウ・チャルヌィ

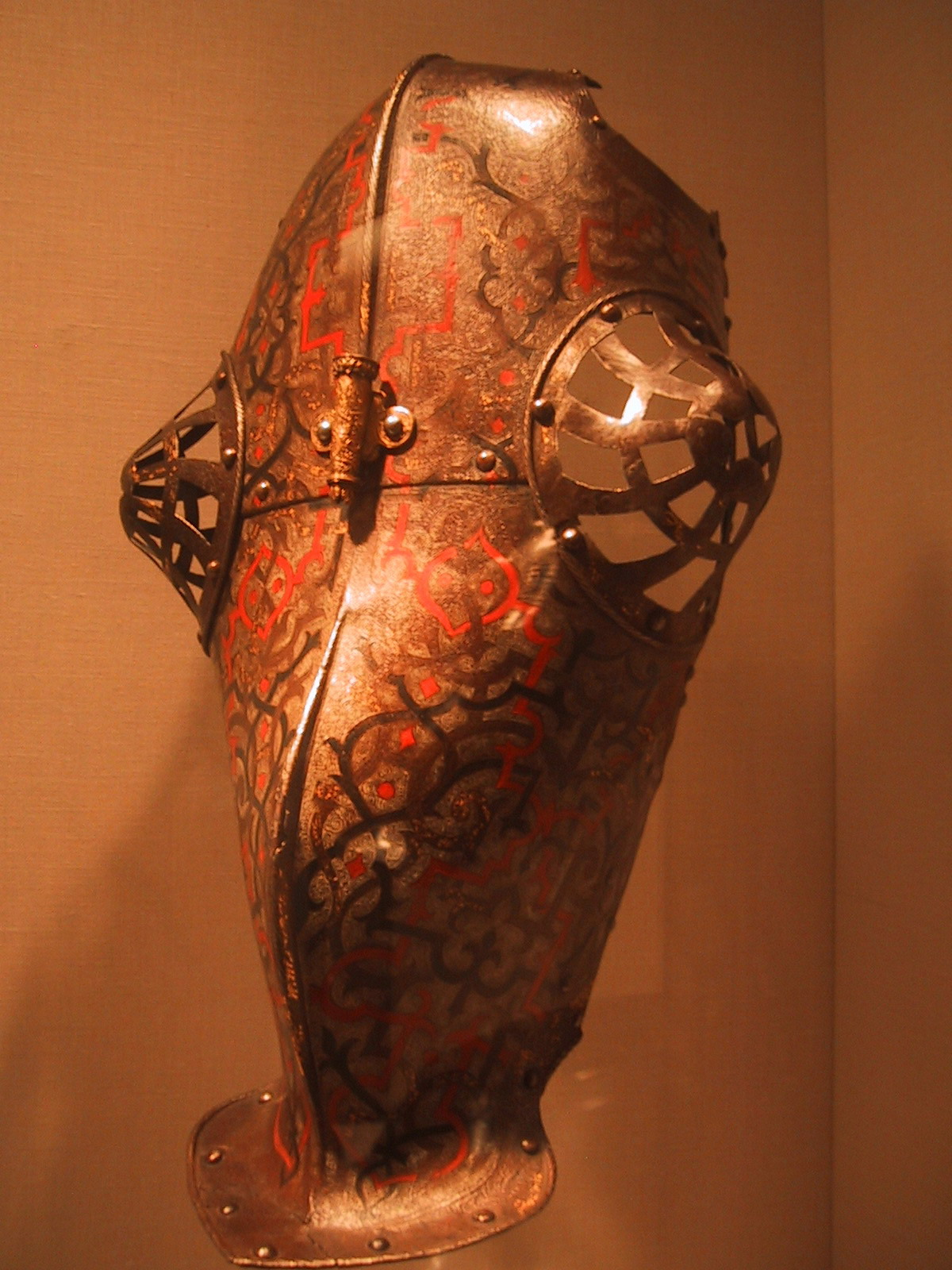
ミコワイ・ラジヴィウが所有していた馬面

ミコワイ・クシシュトフ・ラジヴィウ・"チャルヌィ"またはミカロユス・ラドヴィラ・"ヨーダシス"（ポーランド語:Mikołaj Krzysztof Radziwiłł "Czarny"；リトアニア語:Mikalojus Radvila "Juodasis", 1515年1月4日 - 1565年5月28日、黒髪のミコワイ・ラジヴィウ）は、リトアニアの大貴族、公（帝国諸侯）。ミコワイ5世ラジヴィウと呼ばれる場合もある。ヴィリニュス県知事、リトアニア宮内長官、リトアニア大法官、リトアニア大ヘトマンを歴任した。チャルヌィは「黒」を意味する異称で彼の黒髪をあらわし、同世代の従兄かつ政治的盟友のミコワイ・ラジヴィウ・ルディ（赤毛のミコワイ・ラジヴィウ）との弁別のためにつけられた。

## 生涯
リトアニア宮内長官を務めたヤン・ラジヴィウの長男として、ネスヴィジ（現在のベラルーシ）に生まれた。ミコワイは従妹のバルバラ・ラジヴィウヴナとポーランド王およびリトアニア大公であるジグムント2世アウグストとのロマンスのおかげで、絶大な政治的影響力を手に入れ、国王の助言者としての地位を獲得した。彼はヴィリニュス宮中伯とリトアニア大法官を兼ね、莫大な財産を築いて当時のポーランド、リトアニア二国家内で最も権勢を誇るマグナート（大貴族）であった。
ラジヴィウ家の栄華は、神聖ローマ皇帝カール5世、フェルディナント1世との外交交渉により、1547年に世襲の帝国諸侯に叙せられたことでさらに高まった。
ミコワイは従兄ミコワイ・ラジヴィウ・ルディ（「赤」のミコワイ）と結び、リトアニア国内に支配的な地位を確立しようと目論んで他の有力貴族たちと敵対した。ラジヴィウ家は王朝的な結束を示し、リトアニアのマグナートたちに強い影響力を及ぼすようになった。チャルヌィとルディの二人のミコワイは共同して、ポーランドに支配されつつあったリトアニアの単独主権を守るために奔走し続けた。ポーランドとの連合体制に反対していた一方で、ミコワイはリトアニアとリヴォニア騎士団領との合併交渉の責任者であり、リヴォニアは1562年に世俗化してリトアニア大公国と連合した。
またミコワイ自身、ファッションや慣習、言語などの面でポーランド文化を積極的に摂取していったことで、結果としてリトアニア貴族のポーランド化を促進することになった。
ミコワイはリトアニア国内で改革派教会に改宗し、プロテスタント信徒を擁護した最も重要な人物の一人だった。彼は1563年に発行されたポーランド語訳聖書の最初の完成版を印刷する際にその資金を援助し、プロテスタントを擁護する著作の執筆に協力し、私財を投げうって多くの教会を建て、ヴィリニュスには教会学校を設立した。プロテスタントのための教育を支援し、様々な形でカルヴァン主義を根づかせていったのである。ミコワイはジャン・カルヴァンと書簡を交わし、イタリアから逃れてきた宗教亡命者を保護した。しかし三女アンナを除いて、彼の子供たちは全員ローマ・カトリックに改宗し、対抗宗教改革の熱心な支援者となった。
ミコワイは妻との間に四男四女をもうけた。息子たちはいずれも要職に就き、長男ミコワイ・クシシュトフはリトアニア宮内長官となり、次男イェジは枢機卿となり、三男アルブレフトは長兄と同じくリトアニア宮内長官まで昇進し、四男スタニスワフも宮内長官となった。また末娘のクリスティーナはのちにポーランド・リトアニア共和国成立の立役者の大宰相となるヤン・ザモイスキと結婚した。